# José Antonio Álvarez Lima
José Antonio Cruz Álvarez Lima (Tlaxcala de Xicohténcatl, Tlaxcala, 3 de mayo de 1942) es un político mexicano, perteneciente al partido Movimiento de Regeneración Nacional, anteriormente miembro del Partido Revolucionario Institucional. Ha obtenido varios cargos públicos de elección popular, como Diputado Federal, Gobernador, así como tres veces Senador, siempre por su estado Tlaxcala. También se ha desempeñado como directivo en los medios públicos de comunicación (Canal Once, Radioeducación e Imevisión), y ha sido embajador de México en Colombia y Portugal.
Desde marzo de 2019 y hasta noviembre de 2020, fue director de Canal Once, del Instituto Politécnico Nacional. Reincorporándose al Senado de la República a partir del 20 de noviembre de 2020 a raíz de la muerte de su suplente Joel Molina Ramírez.

## Estudios
Sus estudios a nivel Medio Superior los estudió en el Instituto Tecnológico de Monterrey.
Estudió Ciencias Políticas y Administración Pública por la Universidad Nacional Autónoma de México.

## Embajador de México en Colombia
De los años 1985 a 1987, Álvarez fue embajador de México en Colombia.